# EIF4F

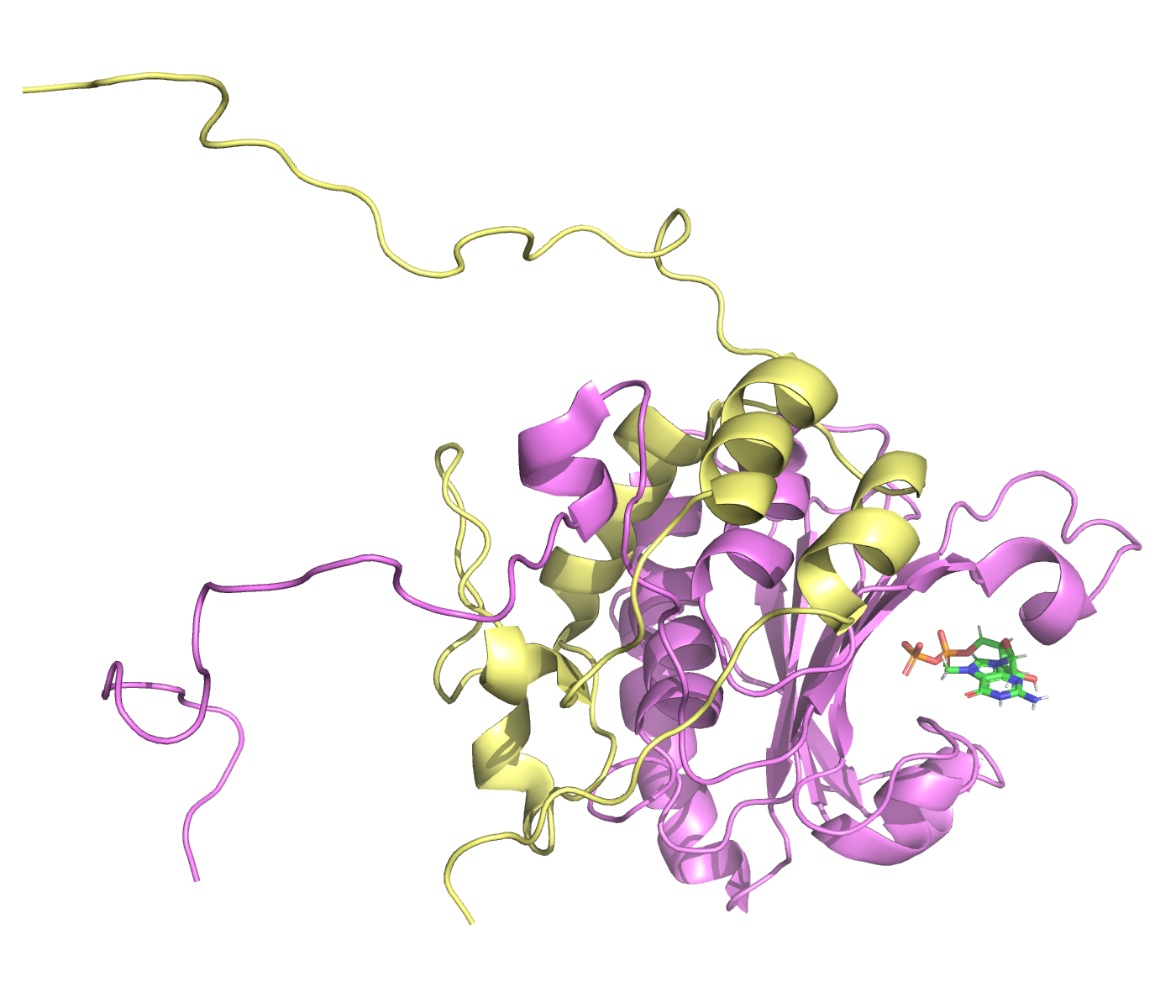
m^{7}GキャップとeIF4G断片に結合した酵母eIF4Eの溶液構造、。

eIF4F（eukaryotic initiation factor 4F）は、ｍRNAの5'キャップに結合し、真核生物の翻訳開始を促進するヘテロ三量体型タンパク質複合体である。eIF4F複合体は、DEADボックス型RNAヘリカーゼのeIF4A、キャップ結合タンパク質eIF4E、大きな足場タンパク質のeIF4G、という3つの異なるサブユニットから構成される。哺乳類のeIF4F複合体は1983年に最初に記載され、キャップ依存性翻訳開始の分子機構における主要な研究領域となっている。

## 機能
eIF4Fは、キャップ依存的翻訳の開始時にリボソーム小サブユニット（40Sサブユニット）をmRNAの5'キャップへリクルートするために重要である。この複合体の構成要素はキャップ非依存的な翻訳開始にも関与している。例えば、特定のウイルスのプロテアーゼはeIF4Gを切断してeIF4E結合領域を除去し、キャップ依存的翻訳を阻害する。

## 構造
eIF4Fの構成要素の構造は個別に、そして部分的複合体として、さまざまな手法で解かれている。しかしながら、eIF4Fの完全な構造は現在のところ得られていない。

## サブユニット
哺乳類では、eIF4E•G•A三量体型複合体は細胞から直接精製することができるが、酵母細胞ではeIF4E•Gの2つのサブユニットのみが精製される。eIF4Eはm7G修飾がなされた5'キャップと足場タンパク質eIF4Gに結合し、mRNAの5'末端と他の翻訳開始因子やmRNAを連結するハブとなる。eIF4G•A間の相互作用は、eIF4AのRNAヘリカーゼ活性による43S開始前複合体（43S PIC）の結合のための一本鎖RNA領域の形成を導くと考えられている。
eIF4Fを構成するタンパク質にはいくつかの結合パートナーが存在し、またヒトゲノムにはeIF4A、eIF4E、eIF4Gの複数のアイソフォームが存在する。哺乳類では、eIF4FはeIF3とeIF4Gとの相互作用を介して40Sサブユニットと連結されているが、出芽酵母はこうした連結を欠いている。eIF4GとPABPとの相互作用は、mRNAの環状化を媒介していると考えられている。
| サブユニット | 分子量[A] | アイソフォーム         | 重要な特徴 |
| ------------ | --------- | ---------------------- | --- |
| eIF4A        | 46k       | eIF4A1, eIF4A2, eIF4A3 | DEADボックスRNAヘリカーゼ。mRNA、eIF4G、eIF4B、eIF4H、PDCD4に結合する。低分子ヒプリスタノール、ロカグラミドA（RocA）、パテアミンA（pateamine A）によって阻害される。 |
| eIF4E        | 25k       | eIF4E1, eIF4E2, eIF4E3 | キャップ結合タンパク質。eIF4G、4EBP1、4EBP2、4EBP3に結合する。 |
| eIF4G        | 175k      | eIF4G1, eIF4G3         | 足場タンパク質。mRNA、eIF4A、eIF4E、PABPに結合する。 |

A ヒトタンパク質のおよその分子量
eIF4F三量体の主要タンパク質に加えて、eIF4F複合体はeIF4B、eIF4Hとも機能的に相互作用する。eIF4Gの一般的でないアイソフォームであるeIF4G2（DAP5）も非典型的な翻訳機能を発揮しているようである。

## 調節
eIF4FのeIF4Eサブユニットは、eIF4E結合タンパク質（4E-BP）を介してmTORシグナルの重要な標的となっている。mTORによる4E-BPのリン酸化によって4E-BPのeIF4Eへの結合は妨げられ、eIF4EはeIF4Gと結合して翻訳開始に関与できるようになる。